# Joaquim Pessoa Guerra
Joaquim Pessoa Guerra (Recife, 4 de dezembro de 1948) é um engenheiro civil e político brasileiro que foi deputado federal pelo estado de Pernambuco.

## Biografia
Filho de Paulo Pessoa Guerra e Virgínia Borba Pessoa Guerra. Formado em Engenharia Civil pela Universidade de Pernambuco, seguiu o exemplo de seu pai e foi eleito deputado federal (ARENA) em 1974 e 1978, migrando para o PDS no início dos anos oitenta.

## Fonte de pesquisa
Infiel à solta. Disponível em Veja, ed. 722 de 07/07/1982. São Paulo: Abril.